# Yu Xiaoyu
Yu Xiaoyu (于小雨S, Yú XiǎoyǔP; Pechino, 2 gennaio 1996) è una pattinatrice artistica su ghiaccio cinese che gareggia in coppia con Zhang Hao.

## Biografia
Ha iniziato a pattinare insieme a Jin Yang nel 2009, laureandosi due volte campionessa mondiale juniores e vincendo la medaglia d'oro alle Olimpiadi giovanili di Innsbruck 2012. Insieme a Jin fa anche il suo debutto internazionale senior e nel 2016 giunge terza ai Campionati dei Quattro continenti.
A partire dalla stagione 2016-17 la federazione cinese decide uno scambio di coppie affiancandola al più esperto Zhang Hao, con la nuova coppia subito medaglia d'argento nella Finale Grand Prix. Yu e Zhang partecipano pure alle Olimpiadi di Pyeongchang 2018 piazzandosi ottavi.

## Palmarès

### Con Zhang
| Giochi olimpici                   |    | 8º |
| Campionati mondiali               | 4º | 7º |
| Campionati dei Quattro continenti | 4º |    |
| GP Finale                         | 2º | 6º |
| GP Cup of China                   | 1º | 2º |
| GP Skate America                  |    | 2º |
| GP Skate Canada                   | 2º |    |
| Giochi asiatici                   | 1º |    |
| Coppa Internazionale di Nizza     |    | 1º |
| Nazionali                         |    |    |
| Campionati cinesi                 |    | 1º |
| GP = Grand Prix                   |    |    |

### Con Jin
| Internazionali                                                                                    | Internazionali | Internazionali | Internazionali | Internazionali | Internazionali | Internazionali | Internazionali | Internazionali |
| Evento                                                                                            | 2008–09        | 2009–10        | 2010–11        | 2011–12        | 2012–13        | 2013–14        | 2014–15        | 2015–16        |
| ------------------------------------------------------------------------------------------------- | -------------- | -------------- | -------------- | -------------- | -------------- | -------------- | -------------- | -------------- |
| Quattro continenti                                                                                |                |                |                |                |                |                |                | 3°             |
| GP Final                                                                                          |                |                |                |                |                |                | 5°             | 5°             |
| GP Cup of China                                                                                   |                |                |                | 6°             |                |                | 2°             | 3°             |
| GP NHK Trophy                                                                                     |                |                |                |                |                |                | 3°             | 2°             |
| GP Skate Canada                                                                                   |                |                |                | 7°             |                |                |                |                |
| Universiadi                                                                                       |                |                |                |                |                |                | 1°             |                |
| Internazionali: Junior                                                                            |                |                |                |                |                |                |                |                |
| Campionati mondiali                                                                               |                | 8° *           |                | 2°             | 4°             | 1°             | 1°             |                |
| Giochi olimpici giovanili                                                                         |                |                |                | 1°             |                |                |                |                |
| JGP Final                                                                                         |                |                | 3°             | 5°             | 5°             | 1°             |                |                |
| JGP Austria                                                                                       |                |                | 3°             | 2°             | 4°             |                |                |                |
| JGP Croazia                                                                                       |                |                |                |                | 2°             |                |                |                |
| JGP Repubblica Ceca                                                                               |                |                | 1°             |                |                |                |                |                |
| JGP Estonia                                                                                       |                |                |                |                |                | 1°             |                |                |
| JGP Lettonia                                                                                      |                |                |                | 2°             |                | 1°             |                |                |
| Nazionali                                                                                         |                |                |                |                |                |                |                |                |
| Campionato cinese                                                                                 | 6°             | 4°             | 2°             | 3°             | 1°             | 3°             | 1°             |                |
| *Piazzamento annullato perché per errore era stato concesso alla Cina di iscrivere troppi atleti. |                |                |                |                |                |                |                |                |